# Gaota (ort i Kina, Sichuan Sheng, lat 32,23, long 106,84)
Gaota (kinesiska: 高塔) är en ort i Kina. Den ligger i provinsen Sichuan, i den sydvästra delen av landet, omkring 320 kilometer nordost om provinshuvudstaden Chengdu. Antalet invånare är 12 721. Befolkningen består av 6 327 kvinnor och 6 394 män. Barn under 15 år utgör 24,0 %, vuxna 15-64 år 64 %, och äldre över 65 år 10,0 %.
Runt Gaota är det ganska tätbefolkat, med 172 invånare per kvadratkilometer. Närmaste större samhälle är Dongyu, 9,1 km norr om Gaota. I omgivningarna runt Gaota växer i huvudsak blandskog.
Genomsnittlig årsnederbörd är 1 375 millimeter. Den regnigaste månaden är juli, med i genomsnitt 309 mm nederbörd, och den torraste är december, med 3 mm nederbörd.